# 문라이즈 킹덤
문라이즈 킹덤(Moonrise Kingdom)은 2012년 개봉한 미국의 로맨틱 코미디 영화이다.

## 줄거리
1960년대 뉴잉글랜드 해안의 가상 섬 뉴펜잔스를 배경으로, 12살 고아 소년 샘과 불안정한 성향의 소녀 수지가 우연히 만나 편지를 주고받으며 사랑에 빠진다. 둘은 각자의 삶에 소외감을 느끼고, 함께 도망치기로 결심한다. 샘은 스카우트 캠프를 탈출하고, 수지는 집을 나와 약속된 장소에서 만난다. 그들은 자연 속에서 캠핑을 하며 둘만의 '문라이즈 킹덤'을 만들어 낭만적인 시간을 보내지만, 곧 스카우트 단원들과 가족들에게 발각된다. 수지는 부모님에게 돌아가고, 샘은 양부모에게 버려져 사회복지사의 처분을 기다리게 된다. 
하지만 샘과 수지를 돕기로 결심한 스카우트 단원들은 둘을 탈출시키고, 이들은 옆 섬으로 건너가 스카우트 대원의 사촌인 벤의 도움을 받기로 한다. 벤은 둘을 위한 결혼식을 거행하고, 샘은 일자리를 구해 사회복지사를 피하려 한다. 그러나 샘이 수지의 망원경을 찾으러 간 사이 스카우트 캠프에 다시 발각되고, 수지의 부모, 경찰, 사회복지사, 스카우트 단원들이 쫓아온다. 격렬한 폭풍우가 몰아치는 가운데, 샘과 수지는 처음 만났던 교회 첨탑에서 붙잡히지만, 이 과정에서 경찰 대장은 샘의 양아버지가 되기로 결심한다. 폭풍우로 둘만의 공간이었던 해변은 사라지고, 샘은 수지의 집에서 그림을 그리다 경찰 대장과 함께 순찰차를 타고 다음 만남을 기약하며 영화는 끝이 난다.

## 출연
- 재러드 길먼 - 샘 샤쿠스키(Sam Shakusky)
- 카라 헤이워드 - 수지 비숍(Suzy Bishop)
- 브루스 윌리스 - 샤프(Captain Sharp)
- 에드워드 노턴 - 랜디 워드(Scout Master Randy Ward)
- 빌 머리 - 월트 비숍(Walt Bishop)
- 프랜시스 맥도먼드 - 로라 비숍(Laura Bishop)
- 틸다 스윈턴 - Social Services
- 제이슨 슈워츠먼 - 벤(Cousin Ben)
- 하비 카이텔 - 피어스(Commander Pierce)